# 施拉德明陶恩山脈

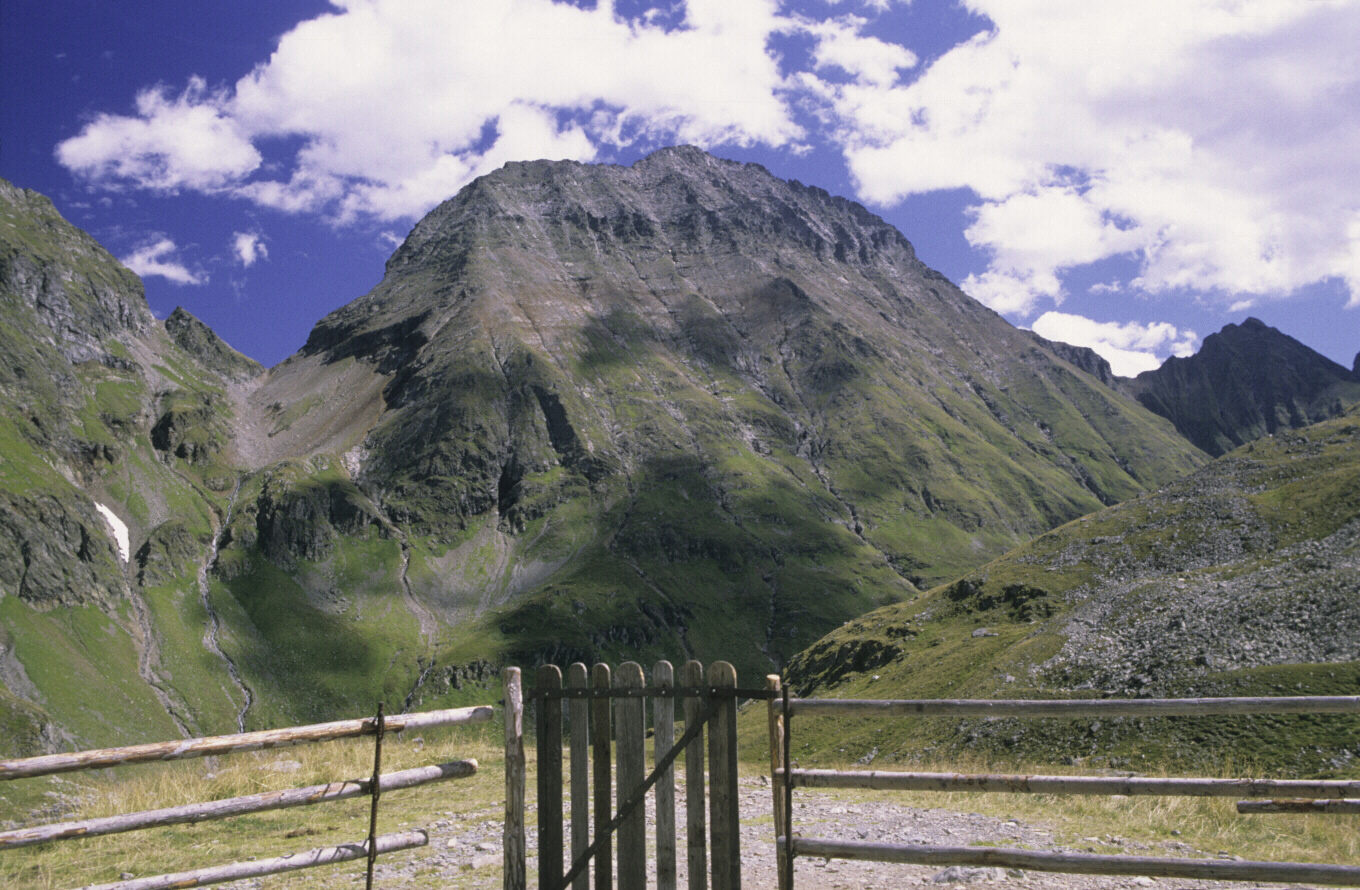

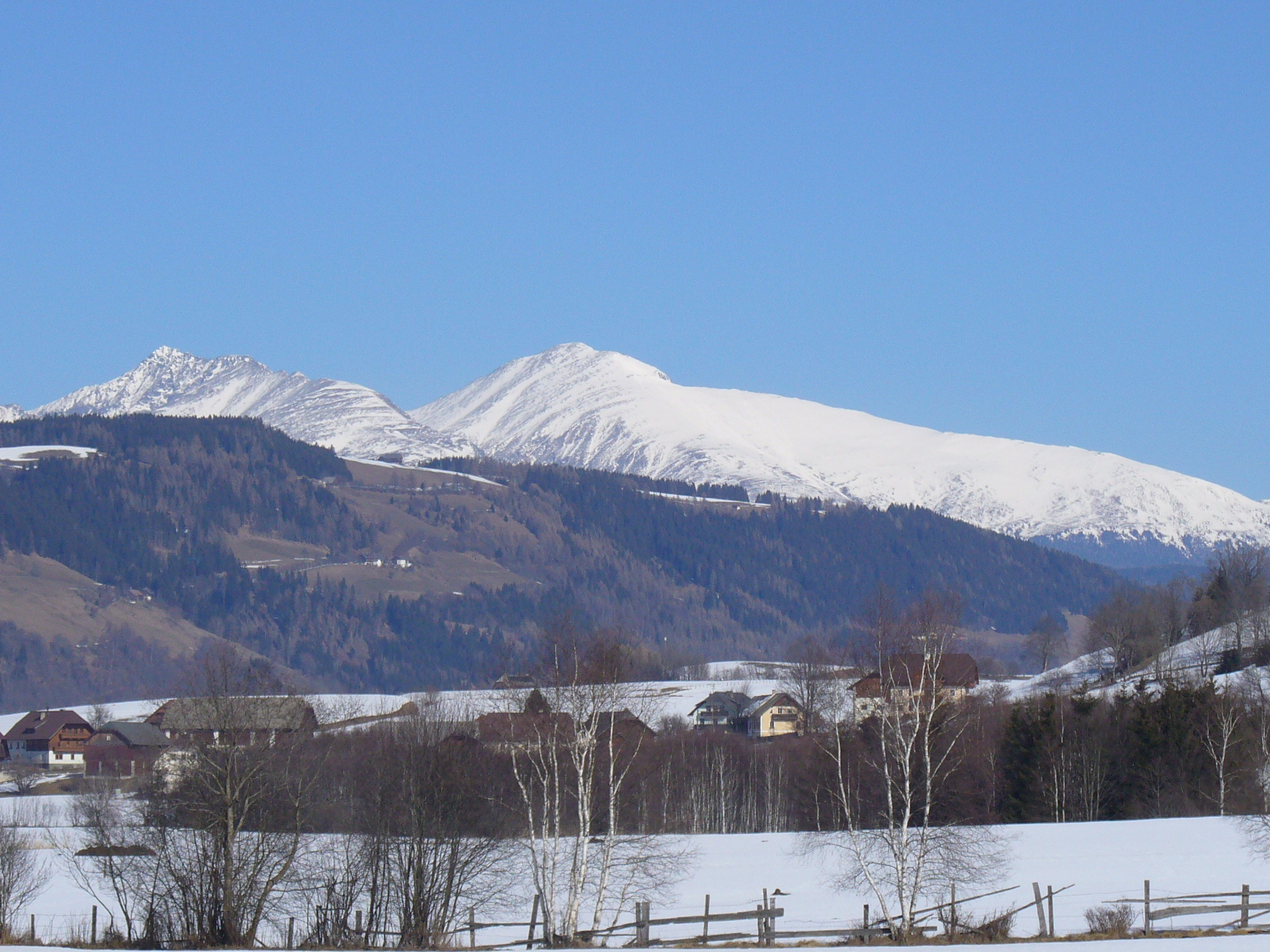

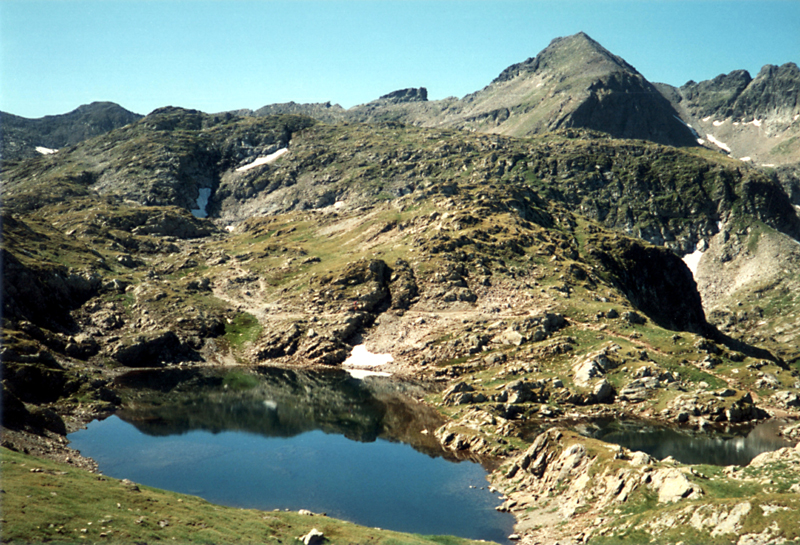

施拉德明陶恩山脈是奧地利的山脈，是中阿爾卑斯山脈的一部分，橫跨施蒂利亞州和薩爾斯堡，最高點海拔高度2,862米，山脈名稱取自施拉德明。